# Karl Partsch

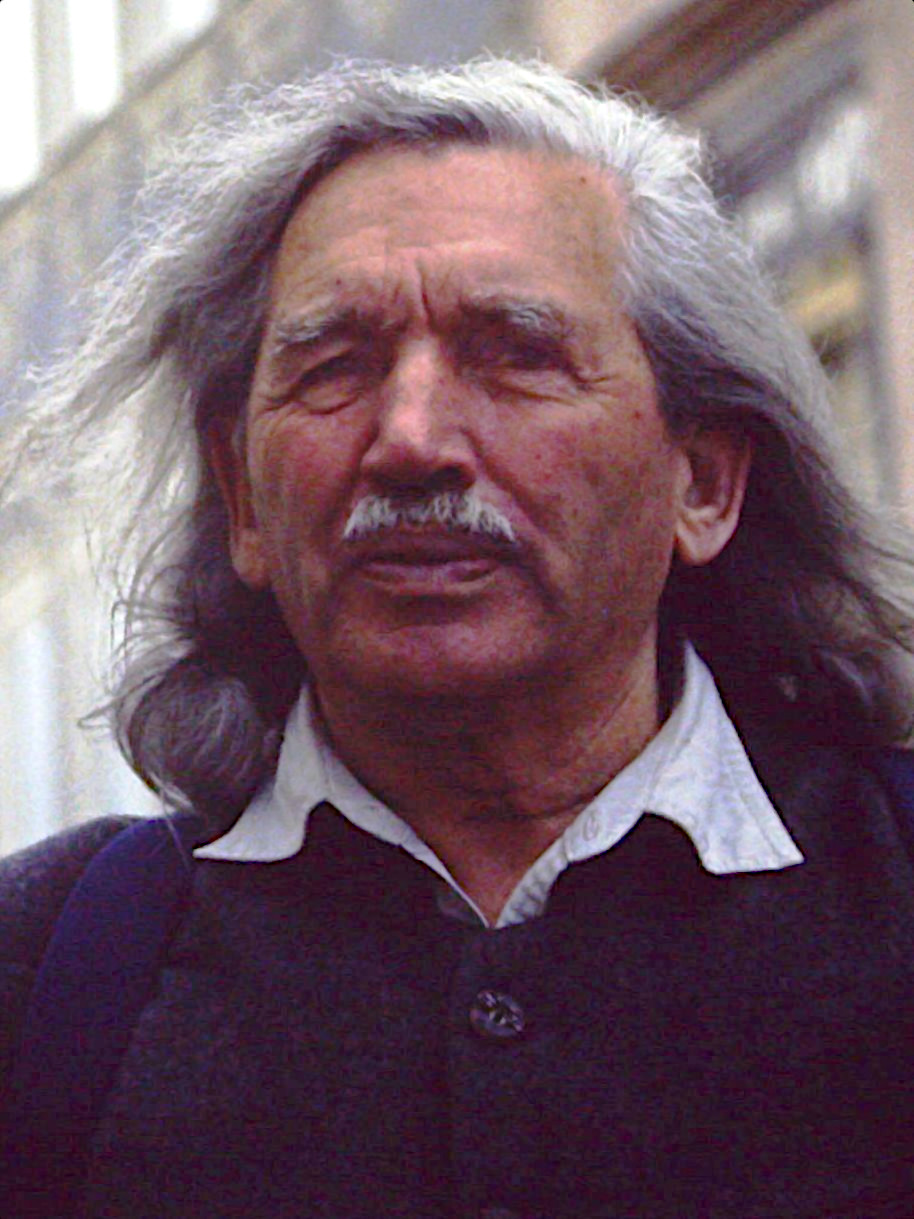
Karl Partsch, 1994

Karl Partsch (* 29. Januar 1922 in Bochum; † 14. Januar 2009 in Sonthofen) war ein deutscher Biologe und Umweltschützer.

## Leben und Beruf
Partsch studierte nach dem Kriegsdienst und Verwundung Biologie. Das Studium schloss er mit der Promotion ab und arbeitete als freischaffender Biologe, Gartengestalter und Fischereifachmann. 1959 kam er ins Allgäu, wo er zunächst als Staudenzüchter tätig war. Er wies früh auf Pflanzenschäden durch Luftverschmutzung in den Alpen hin und entwickelte für gefährdete Berghänge neuartige Bepflanzungskonzepte mit Pionierpflanzen, die er mit Freiwilligen aus aller Welt umsetzte. Partsch hatte Anteil daran, dass das Waldsterben als reales Problem erkannt wurde. Als er auf die Gefahren des Wildverbisses durch überhöhte Wildbestände insbesondere im Bergwald hinwies, wurde er von Jagdvertretern scharf kritisiert. Engagement und Aussehen des in Ofterschwang lebenden Partsch brachten ihm den viel zitierten Spitznamen „Alpen-Indianer“ ein.
Von 1989 bis 1994 gehörte er als parteiloser Abgeordneter dem Europäischen Parlament an, gewählt über die deutsche Liste der Grünen. Er geriet in Konflikte mit den „Fundis“ innerhalb der grünen Fraktion und wechselte im Laufe der Legislaturperiode zu den Liberalen.
Partsch war ein Enkel des Geographen und Rektors der Universität Breslau, Joseph Partsch.

## Werke (Auswahl)
- Alpenbericht. Alpen- und Europabüro, Sonthofen 1990 (zusammen mit Karin Zaunberger).
- Nord- und Ostseebericht. Alpen- und Europabüro, Sonthofen 1991.
- Tropenwaldbericht. Dringende Maßnahmen zur Rettung der tropischen Wälder. Selbstverlag, Sonthofen 1995 (zusammen mit Ulrich Kohler).
- Waldbericht. Dringende Maßnahmen zur Rettung der europäischen Wälder. Selbstverlag, Sonthofen 1993.